# Bereczk Károly
Bereczk Károly (1877 – Marcali, 1919. augusztus 28.) szakszervezeti vezető, pártmunkás, kőművessegéd.

## Élete
Édesanyja Berecz Katalin. 1906-tól fogva a Somogy vármegyei szociáldemokrata párt vezetőségéhez tartozott, a kommün idején pedig a helyi munkástanács tagja volt, illetve az építőipari szakszervezetet is ő vezette. A vörös hatalom összeomlását követően a Prónay Pál vezette különítmény felakasztatta. Neje Horváth Julianna volt.